# Sick Puppies
Pour l’article homonyme, voir Sick Puppies (entreprise).
Sick Puppies est un groupe de hard rock australien, originaire de Sydney, dans la Nouvelle-Galles du Sud. Il est formé par le chanteur/guitariste Shimon Moore et la bassiste Emma Anzai dans la salle de musique du lycée Mosman en 1997. Le groupe est désormais installé à Los Angeles, aux États-Unis.
Les deux étudiants se sont rencontrés en raison de leur intérêt commun pour Silverchair. Le duo se réunissait d'abord pour jouer des titres de Green Day et de Rage Against the Machine pour ensuite composer ses propres chansons. Chris Mileski rejoint, plus tard, le groupe en tant que batteur et est remplacé par Mark Goodwin à son départ du groupe.

## Biographie

### Débuts (1997–1999)
Le groupe est formé par le chanteur et guitariste Shimon Moore et la bassiste Emma Anzai au Mosman High School en 1997. Ils se lient d'amitié grâce à leur passion commune pour Silverchair. D'abord avec Shimon à la batterie, et Emma à la guitare, le duo jouera souvent des reprises de chansons de Green Day, Rage Against the Machine et Silverchair, et finira par composer ses propres chansons. À l'arrivée de Chris Mileski à la batterie, Emma switched à la basse et Shimon à la guitare et au chant, ils deviennent Sick Puppies.

### Welcome to the Real World(2000–2006)
Le groupe s'est fait remarquer en 2001 lorsque leur titre Nothing Really Matters remporte le prix Unearthed, compétition organisée par la radio australienne Triple J dans le but de découvrir de nouveaux talents. Ils publient leur premier album, Welcome to the Real World, la même année et reçurent la récompense de « meilleure performance » lors d'un festival de rock à Sydney. Cet album était au départ censé inclure une reprise humoristique du single des Destiny's Child, Say My Name, interprété dans un style post-grunge/nu metal. La chanson n'est finalement pas intégrée à l'album à la suite des menaces de poursuites de la part du label des Destiny's Child. Le titre est cependant diffusé sur Internet et peut être facilement trouvé sur les réseaux P2P.

### Dressed Up as Life(2007–2008)

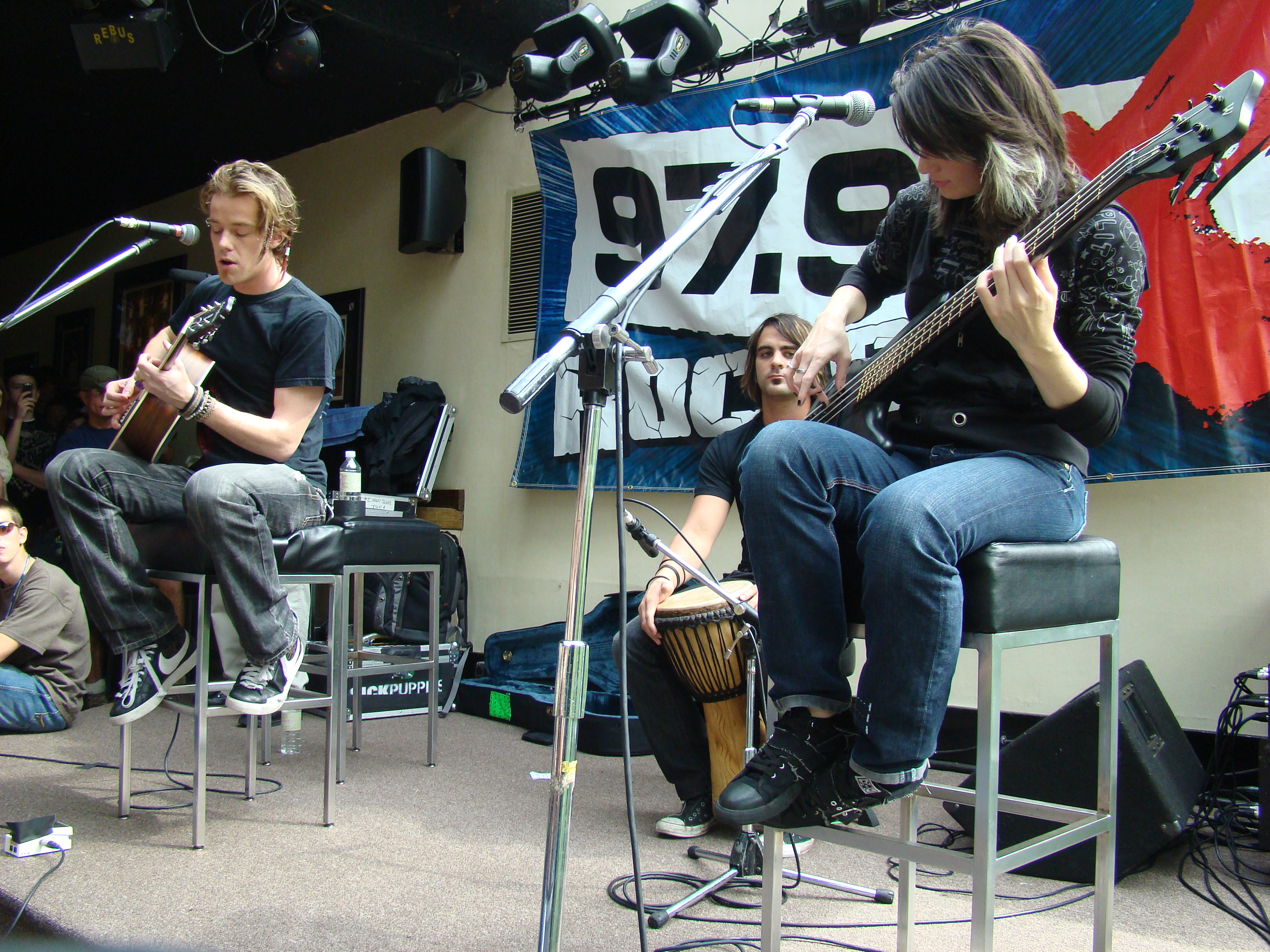
Sick Puppies en 2008.

Le 26 septembre 2006, les Sick Puppies sortent un single : All the Same (extrait du deuxième album en préparation), qui apparaît sur la vidéo de Juan Mann, l'initiateur de la campagne Free Hugs. Le second album du groupe, Dressed Up as Life, produit par Virgin Records est sorti le 3 avril 2007. Ils ont réalisé un clip basé sur la chanson My World, extraite de ce même album.

### Tri-Polar(2009–2010)

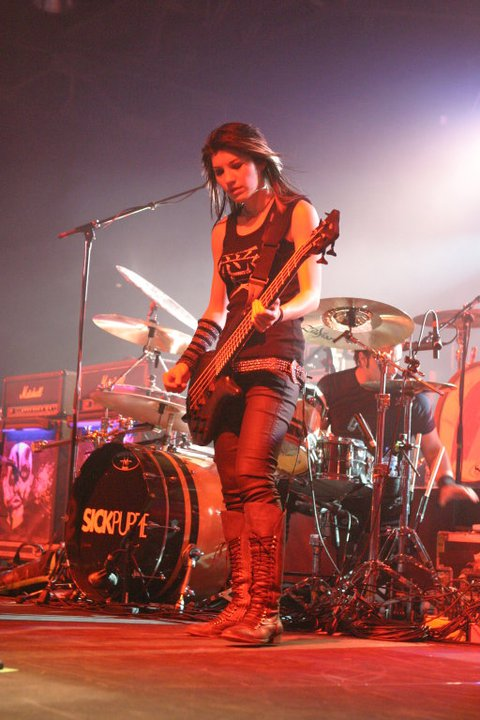
Emma Anzai, des Sick Puppies, sur scène.

Le 14 juillet 2009, les Sick Puppies sortent un nouvel album nommé Tri-Polar contenant trois chansons bonus : Dead Space, The Pretender et Til Something Breaks. War (chanson de l'album Tri-Polar) est utilisé pour la publicité de Street Fighter IV, et atteint le top 40 des titres rock sur iTunes. Une chanson du groupe, You're Going Down, est utilisée lors de Extreme Rules 2009 un spectacle de la WWE en juin 2009 et pour le jeu vidéo WWE SmackDown! vs. Raw 2010 ; le clip basé sur cette chanson est sorti en août 2009.
En 2010, le groupe sort également un nouveau clip, mais cette fois pour le titre Odd One. Le 7 avril 2010, le groupe sort un album live intitulé Live and Unplugged - EP dont quatre titres extraits sont disponibles en exclusivité sur iTunes étant : Odd One (acoustique), So What I Lied (acoustique), Pretende (acoustique) et You're Going Down (live et acoustique). Leurs chansons War et You're Going Down ont également servi à la bande originale du film Tekken sorti en 2010.

### Polar Opposite(2011–2012)
En 2011 sort un remix de leur dernier album (Tri-Polar) Polar Opposite reprenant certaines de leurs chansons en version acoustique

### Connect(2013–2015)
Le groupe publie la suite de l'album Tri-Polar le 16 juillet 2013. Le groupe révèle sur UStream le titre, Under the Black Sky, et son single-titre. Ils confirment ensuite un changement de nom de l'album pour celui de Connect, et son single There's No Going Back, publié le 20 mai 2013. Le deuxième single de l'album, Gunfight, est publié le 13 octobre 2013. Connect est publié en Europe le 31 mars 2014. Le troisième single, Die to Save You, est publié le 29 avril 2014. Le quatrième single, Connect, est publié le 19 juillet 2014. En octobre 2014, Blue Stahli annonce la collaboration d'Anzai sur la chanson Not Over 'til We Say So, pour son prochain album, The Devil.
Le 20 octobre 2014, Shimon Moore quitte le groupe, et les deux membres restants continuent sans lui. La bassiste Emma Anzai restera seul membre original du groupe. Moore a, en fait, été renvoyé du groupe après avoir essayé de séparer le groupe par le biais d'un avocat,.

### Fury(depuis 2015)
Le 15 décembre 2015, le groupe annonce un prochain album. Il signe aussi pour quelques tournées notamment au Rock on the Range. Le 8 février 2016, ils révèlent l'arrivée du chanteur Bryan Scott, ancien membre des groupes Glass Intrepid et Dev Electric, et brièvement membre de tournée pour Emphatic en 2011. Le 31 mars 2016, le groupe publie son single Stick to Your Guns. Le 15 avril 2016, le groupe annonce le titre de son futur album, Fury, qui sera publié le 20 mai 2016.

## Membres

### Membres actuels
- Emma Anzai - basse (depuis 1997)
- Mark Goodwin - batteries, percussions, chœurs (depuis 2003)
- Bryan Scott - chant, guitare (depuis 2016)

### Anciens membres
- Chris Mileski - batterie (1997–2003)
- Shimon Moore - chant, guitare (1997–2014)

## Discographie

### Albums studio
- 2001 : Welcome to the Real World
- 2007 : Dressed Up as Life
- 2009 : Tri-Polar
- 2013 : Connect
- 2016 : Fury

### EPs
- 1999 : Dog's Breakfast
- 2003 : Fly
- 2006 : Headphone Injuries
- 2006 : Sick Puppies EP
- 2010 : Live and Unplugged
- 2011 :  Polar Opposite

### Vidéographie
- Maybe
- All the Same
- Odd One
- Riptide
- Riptide
- You're Going Down
- There's No Going Back